# Chaetopleura isabellei
Chaetopleura isabellei är en blötdjursart som först beskrevs av d'Orbigny 1841.  Chaetopleura isabellei ingår i släktet Chaetopleura och familjen Ischnochitonidae. Inga underarter finns listade i Catalogue of Life.